# Siegenstein
Siegenstein ist ein Gemeindeteil und eine Gemarkung der Gemeinde Wald im Landkreis Cham in der Oberpfalz.

## Geographie
Das Dorf Siegenstein liegt an der Staatsstraße 2145 ca. 6 km südlich von Wald.

## Geschichte
Die Ursprünge Siegensteins liegen der Überlieferung nach etwa 900 Jahre zurück. Als Bayern 1255 geteilt wurde, fiel die Burg Siegenstein mit der damaligen Burggrafschaft Regensburg Herzog Ludwig II. von Bayern zu. Dieser verschenkte es mit allen Rechten im Jahr 1282 an das Hochstift Regensburg unter Bischof Heinrich II. von Regensburg. Bischof Heinrich belehnte mit der Burg Siegenstein wiederum Konrad von Ehrenfels. Im Jahr 1320 kam Dietrich von der Au in den Besitz der Veste, ihm folgte 1329 Friedrich Hauzendorfer als Pfleger. Friedrich der Auer von Brennberg gab 1353 den Besitz Siegenstein dem Domkapitel Regensburg mit allen Gütern und dem Zehent zurück. Die Bischöfe verpfändeten später Siegenstein an die Herzöge von Bayern, von wo aus es in der Folge an die Prackendorfer und Teuffel fiel, jedoch im pfandweisen Besitz der Prackendorfer bis zum Jahre 1606 verblieb. Bischof Wolfgang II. löste dann die Herrschaft wieder ein. Das Hochstift wurde 1803/9 säkularisiert, Siegenstein kam endgültig zu Bayern.
Im Rahmen der bayrischen Verwaltungsreformen zu Beginn des 19. Jahrhunderts entstand 1818 mit dem Gemeindeedikt im Königreich Bayern die Gemeinde Süssenbach mit den Orten
- Siegenstein
- Galgenberg (Weiler)
- Sandorf (Weiler)
- Schönfeld (Weiler)
- Steinmühl (Einöde)
- Steinsölden (Einöde)
- Wünschenbach (Weiler)
- Zimmerhof (Weiler)
- Zwiglhof (Einöde)
- Zwiglmühl (Einöde)

Sie gehörte zum Landgericht Roding im Regenkreis und 1862 zum Bezirksamt und späteren Landkreis Roding. Dieser ging dann 1972 im Landkreis Cham auf.
Im Zuge der Gebietsreform in Bayern kamen am 1. Januar 1972 Siegenstein und Süssenbach zur Gemeinde Wald.

## Baudenkmäler
- Ehemalige Burgkapelle und katholische Nebenkirche St. Georg
- Ehemalige Burg